# Abies fabri
El abeto de Faber (Abies fabri) es una especie botánica de conífera perteneciente a la familia Pinaceae endémica de China.

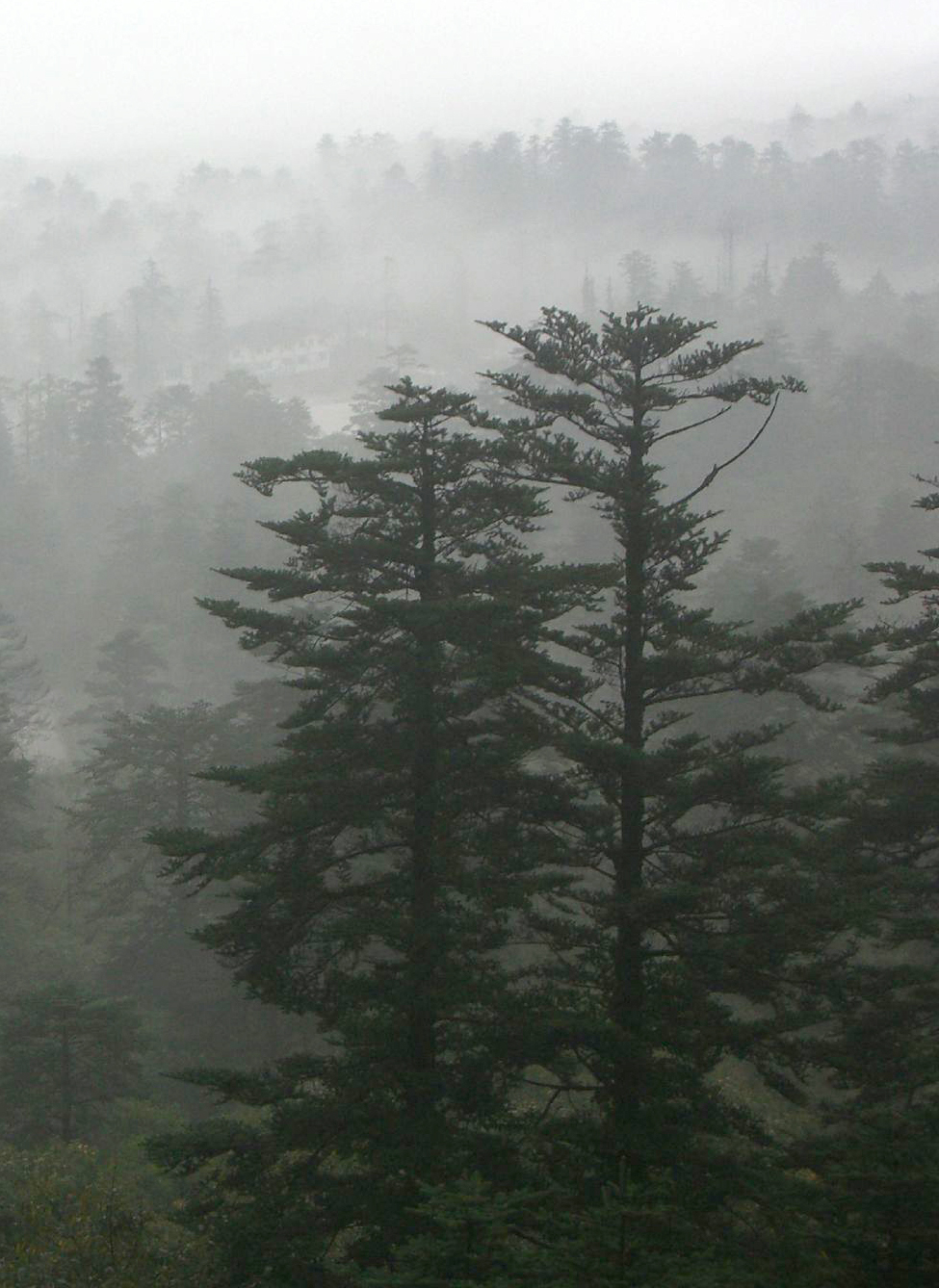
En su hábitat

## Descripción
Es un árbol que alcanza los 40 m de altura y su tronco un metro de diámetro. La corteza es gris o gris oscuro. Las hojas son ascendentes, laterales sobre las ramas, de color verde brillante, lineales con 6–11 cm de longitud y 3–4 mm de ancho. Los conos de semillas son cilíndricos de 6–11 cm de longitud y 3–4 cm de ancho.

## Taxonomía
Abies fabri fue descrita por Mast. Craib y publicado en Notes from the Royal Botanic Garden, Edinburgh 11(55): 278. 1919.
Etimología
Abies: nombre genérico que viene del nombre latino de Abies alba.
fabri: epíteto
Variedades
- Abies fabri subsp. fabri
- Abies fabri subsp. minensis (Bordères & Gaussen) Rushforth[5]

Sinonimia
- Keteleeria fabri Masters 1902 basónimo
- Pinus fabri (Masters) Voss 1913
- Abies delavayi var. fabri (Masters) Hunt 1967[6][7]